# Inès de La Fressange
Ines de la Fressange (ur. 17 sierpnia 1957 w Gassin) – francuska modelka.
La Fressange urodziła się w Gassin, jest córką André de Seignard, markiza de La Fressange (ur. 1932), francuskiego maklera giełdowego, oraz  Cecilii Sánchez Cirez, byłej argentyńskiej modelki. Wychowała się w 18-wiecznym młynie pod Paryżem z dwójką braci, Emmanuelem i Yvanem.
W 1975 roku rozpoczęła karierę modelki. Pierwszą poważną sesję zdjęciowa odbyła dla francuskiego wydania Elle, a następnie dla m.in. francuskiego wydania Vogue oraz Madame Figaro. W 1980 roku stała się pierwszą modelką na świecie, która podpisała kontrakt na wyłączność z haute couture domu mody Chanel. Namówił ją do tego ówczesny główny projektant Chanel Karl Lagerfeld, którego wkrótce stała się muzą. Jednak przyjaźń z Lagerfeldem nie trwała długo, w 1989 roku pokłócił się i rozstali.
Później prezentowała na wybiegu kolekcje m.in. Jeana-Paula Gaultiera. Brała również udział w kampaniach reklamowych: Chanel, Halston, Lillie Rubin oraz L’Oréal.
Od 1990 roku sama zajmuje się projektowaniem odzieży. W 1992 roku otworzyła butik „Ines de la Fressange” w modnej dzielnicy Paryża.
W 2010 roku, po ponad dwudziestu latach od zerwania kontraktu z Chanel, pojawiła się jako główna modelka na pokazie kolekcji Spring/Summer 2011 tegoż domu mody.